# Justin Timberlake
Justin Randall Timberlake (sinh ngày 31 tháng 1 năm 1981) là một ca sĩ kiêm sáng tác nhạc, nhà sản xuất âm nhạc và diễn viên người Mỹ. Được gọi là ''Hoàng tử nhạc pop'' và là một biểu tượng văn hóa đại chúng, anh được biết đến bởi sự đa dạng trong nghệ thuật qua kĩ năng trình diễn trên sân khấu, biểu diễn giọng hát, sáng tác và sản xuất âm nhạc. Timberlake là một trong những nghệ sĩ âm nhạc bán đĩa nhạc chạy nhất mọi thời đại, với hơn 117 triệu bản thu âm được tiêu thụ. Anh đã giành 10 giải Grammy và 4 giải Emmy. 
Justin xuất hiện lần đầu với vai trò một thí sinh trong cuộc thi tìm kiếm tài năng "Star Search", và đã trở thành diễn viên chính trong series phim truyền hình của kênh Disney Channel là The New Mickey Mouse Club, cùng với các ngôi sao nổi tiếng sau này như Britney Spears, Christina Aguilera, Ryan Gosling và người bạn cùng nhóm nhạc trong tương lai là JC Chasez. Justin Timberlake đã trở nên nổi tiếng vào cuối những năm 1990 khi là ca sĩ chính của nhóm nhạc 'N Sync.
Trong năm 2002, Justin phát hành album solo đầu tay, Justified, bán được hơn 7 triệu bản trên toàn thế giới. Album này đã thành công về thương mại, sinh ra các hit toàn cầu như "Cry Me a River" và "Rock Your Body". Justin tiếp tục thành công với album solo thứ hai của mình, FutureSex/LoveSounds (2006), ra mắt tại vị trí số một trên bảng xếp hạng Billboard 200, và sản sinh các hit đứng đầu bảng xếp hạng Billboard Hot 100 của Mỹ như: "SexyBack", "My Love", và "What Goes Around... Comes Around"".
Hai album phòng thu đầu tiên đều bán được hơn 10 triệu bản. Justin cũng tham gia đóng phim, đóng vai chính trong bộ phim như The Social Network, Bad Teacher và Friends with Benefits. Với những đóng góp và ảnh hưởng của anh tới ngành công nghiệp thu âm, Justin Timberlake được giới phê bình và người hâm mô mệnh danh là "Hoàng tử nhạc pop".

## Thời niên thiếu
Anh sinh ra ở Memphis, Tennessee. Bố là Randall Timberlake và mẹ là Lynn nee Bomar. Cha mẹ Justin ly hôn vào khoảng năm 1985 và cả hai đều đã tái hôn. Bà Bomar hiện đang điều hành công ty JustinTime Entertainment đã tái hôn với Paul Harless, một ông chủ nhà băng. Khi Justin 5 tuổi thì bố anh đã co 2 đứa con với người vợ thứ hai - Lisa. Một người em của Justin mất vào năm 1997 và được đề cập đến trong bài "My Angel in Heaven".
Justin Timberlake lớn lên ở Millington một thị trấn nhỏ phía Bắc Memphis. Năm 1993, Justin bắt đầu nổi tiếng khi tham gia vào hàng ngũ của Mickey Mouse Club. Club này còn có sự tham gia của Christina Aguilera, Britney Spears, Ryan Gosling và JC Chasez (thành viên ban nhạc *NSYNC sau này). Sau khi show này kết thúc, Justin cùng người bạn JC, Lou Pearlman, Chris Kirkpatrick thành lập nhóm nhạc 'NSYNC.
Phong cách hát và điệu nhảy của Justin có phần ảnh hưởng từ thần tượng là Michael Jackson.

## Sự nghiệp âm nhạc

### 1995–2002: 'N Sync
Justin là thành viên nhóm nhạc 'N Sync, Nhóm thành lập năm 1995 và bắt đầu sự nghiệp ca hát vào năm 1996. Nhóm phát hành 3 album: *NSYNC vào năm 1998, No Strings Attached vào năm 2000, Celebrity năm 2001. Năm 2002, Justin ra album solo riêng, đơn phương đưa 'N Sync tan rã.

### 2002–2004:Justified
Tháng 8 năm 2002, sau nhiều tháng thu âm, Justin trình diễn tại MTV Video Music Awards 2002 đồng thời ra mắt single đầu tiên "Like I Love You" trong album solo đầu tiên Justified. Chiếm được vị trí 11 trong bảng xếp hạng Billboard Hot 100. Các single khác gồm: "Cry Me A River" và "Rock Your Body". Sau đó, anh tham gia chuyến lưu diễn Justified/Stripped Tour cùng Christina Aguilera. Đồng thời phát hành EP Justin & Christina.

### 2002–2006: Diễn xuất
Vai diễn đầu tiên của Justin là vai một nhà báo trong phim Edison Force. Justin cũng xuất hiện trong nhữnng phim như Alpha Dog, Black Snake Moan, Richard Kelly's Southland Tales và lồng tiếng vua Arthur trong phim hoat hình Shrek the third đã chính thức giới thiệu vào hè năm 2007. Anh cũng xuất hiện trong vai Elton John lúc trẻ trong video của ông This Train Don't Stop There Anymore.
Sau đó, Justin tiếp tục thu âm với nhiều nghệ sĩ khác. Sau "Where Is the Love?", anh tiếp tục cộng tác với Black Eyed Peas bài "My Styles" trong album Monkey Business. Ngoài ra còn có "Work It" với Nelly, "Signs" với Snoop Dogg.

### 2006–2007:FutureSex/LoveSounds
Timberlake tham gia vào video Promiscuous của Nelly Furtado và Timbaland. Sau dó, phát hành album solo thứ hai FutureSex/LoveSounds vào ngày 9 tháng 12 năm 2006. Album dược thực hiện từ năm 2005, sản xuất bởi Timbaland, will.i.am, Rick Rubin và chính Timberlake. Single đầu tiên "Sexy Back]" rất thành công, nối tiếp là "My Love", "What Goes Around... Comes Around" đều chiếm những vị trí cao trong các bảng xếp hạng lớn trên thế giới.
Album này được đề cử một giải Grammy quan trọng là Album của năm thế nhưng đã để lọt giải vào nhóm nhạc Dexie Chicks với album Taking the Long Way, ca khúc "What Goes Around... Comes Around" đã thắng giải "Trình Diễn Nhạc Pop Giọng Nam xuất sắc nhất".

### 2013–2015: trở lại âm nhạc vớiThe 20/20 Experience
Timberlake bắt đầu làm việc cho album thứ ba The 20/20 Experience vào tháng 6 năm 2012. Anh tuyên bố chính thức mình sẽ trở lại với âm nhạc vào tháng 1 năm 2013, phát hành đĩa đơn đầu tiên "Suit & Tie" (kết hợp cùng Jay-Z) sau đó một tháng. Ngày 10 tháng 2, anh trình diễn "Suit & Tie" tại lễ trao giải Grammy lần thứ 55 cùng với Jay-Z. The 20/20 Experience được phát hành ngày 19 tháng 3. Album đạt hạng 1 ở Billboard 200 trong tuần đầu tiên với 980.000 bản tại Mỹ. Tháng 5 năm 2013, Timberlake thông báo The 20/20 Experience (2 of 2) sẽ được phát hành vào ngày 30 tháng 9 năm 2013.

## Công việc khác
Ngoài ca hát, Justin còn mở một nhà hàng ở Hoa Kỳ. Cùng với người bạn thời thơ ấu Trace Ayala thành lập nhãn hiệu William Rast gồm những bộ quần áo đẹp mắt dành cho giới trẻ.

## Ảnh hưởng
Justin Timberlake chịu ảnh hưởng lớn bởi hai nghệ sĩ Michael Jackson, và David Bowie. 

## Cuộc sống riêng
Justin từng là bạn trai của Britney Spears, bạn thuở nhỏ. Hành trình của Britney Spears và Justin Timberlake bắt đầu vào năm 1992 khi họ được chọn tham gia bộ phim hồi thập niên 90 của " The Mickey Mouse Club ". Lúc đó cả hai mới 11 tuổi nhưng họ đã có sự gắn kết ngay lập tức. Nhưng họ chia tay vào năm 2002 vì Timberlake cho rằng Britney là người không chung thủy. Justin còn viết bài "Cry Me a River" để nói về Britney. Cả cuộc chia tay này cũng được đưa vào single "What Goes Around... Comes Around". Lại có tin đồn là Justin viết bài hát này để nói về mối tình giữa Trace Ayala và Elisha Cuthbert.
Justin bắt đầu hẹn hò với Cameron Diaz từ năm 2003 và kết thúc vào cuối năm 2006. Có tin đồn Justin hẹn hò cùng Scarlett Johansson sau khi Scarlett tham gia vào video clip nóng bỏng "What goes around..." của Justin.
Ngoài đời, anh là một fan của CLB Manchester United, anh là bạn cầu thủ Alan Smith
Anh kết hôn với nữ diễn viên người Mỹ, Jessica Biel, năm 2012

## Danh sách đĩa nhạc
| - 2002: Justified - 2006: FutureSex/LoveSounds - 2012: The 20/20 Experience - 2013: The 20/20 Experience – 2 of 2 - 2018: Man of the Woods - 2024: Everything I Thought It Was - 2003: Justified: The Videos - 2003: Live from London - 2007: Futuresex/Loveshow - Live from Madison Square Garden - 2003: Justified/Stripped Tour - 2003–2004: Justified and Lovin' It Live - 2007: FutureSex/LoveShow - 2013–2015: The 20/20 Experience World Tour |

### Những đĩa đơn quán quân
| Năm  | Tên đĩa đơn                       | Vị trí trong bảng xếp hạng | Vị trí trong bảng xếp hạng | Vị trí trong bảng xếp hạng | Vị trí trong bảng xếp hạng | Vị trí trong bảng xếp hạng | Vị trí trong bảng xếp hạng | Vị trí trong bảng xếp hạng | Vị trí trong bảng xếp hạng | Điểm      | Album                |
| Năm  | Tên đĩa đơn                       |                            | R&B                        |                            |                            |                            |                            |                            |                            | Điểm      | Album                |
| ---- | --------------------------------- | -------------------------- | -------------------------- | -------------------------- | -------------------------- | -------------------------- | -------------------------- | -------------------------- | -------------------------- | --------- | -------------------- |
| 2002 | "Like I Love You"                 | 11                         | 53                         | 2                          | 8                          | 10                         | 16                         | 5                          | 6                          |           | Justified            |
| 2002 | "Cry Me a River"                  | 3                          | 11                         | 2                          | 2                          | 22                         | 1                          | 6                          | 1                          | 3.325.000 | Justified            |
| 2003 | "Rock Your Body"                  | 5                          | 45                         | 2                          | 1                          | 33                         | 25                         | 4                          | 2                          | 3.366.000 | Justified            |
| 2003 | "Señorita"                        | 27                         | -                          | 13                         | 6                          | -                          | 51                         | 15                         | 6                          |           | Justified            |
| 2003 | "I'm Lovin' It"                   | -                          | -                          | 79                         | -                          | -                          | 50                         | 15                         | -                          |           | Live From London     |
| 2006 | "SexyBack"                        | 1                          | 11                         | 1                          | 1                          | 3                          | 1                          | 1                          | 1                          | 6.335.000 | FutureSex/LoveSounds |
| 2006 | "My Love" (hợp tác với T.I.)      | 1                          | 2                          | 2                          | 3                          | 8                          | 4                          | 4                          | 1                          | 4.223.000 | FutureSex/LoveSounds |
| 2007 | "What Goes Around... Comes Around | 1                          | -                          | 14                         | -                          | 4                          | -                          | -                          | 8                          | 586.000   | FutureSex/LoveSounds |
| 2008 | "4 Minutes" (hát cùng Madonna)    | 3                          | -                          | 1                          | 1                          | 1                          | 1                          | 1                          | 1                          |           | Hard Candy           |

### Đĩa đơn hợp tác
- 2002: "Work It" (Nelly hợp tác với Justin Timberlake)
- 2003: "Where is the Love?" (Black Eyed Peas hợp tác với Justin Timberlake)
- 2005: "Signs" (Snoop Dogg hợp tác với Charlie Wilson & Justin Timberlake)
- 2007: "Give It To Me" (Timbaland hợp tác với Nelly Furtado & Justin Timberlake)
- 2007: "Night Runner" (Duran Duran hợp tác với Justin Timberlake)
- 2009: "Love Sex Magic" (Ciara hợp tác với Justin Timberlake)
- 2009: "Dead And Gone" (T.I hợp tác với Justin Timberlake)
- 2010: "Carry Out" (Timbaland hợp tác với Justin Timberlake)
- 2011: "Motherlover", "Dick in a Box" (The Lonely Island hợp tác với Justin Timberlake)

### Góp giọng
- 2001: "My Kind Of Girl" (với Brian McKnight, từ Superhero)
- 2001: "What It's Like To Be Me" (với Britney Spears, từ Britney)
- 2002: "How Come You Don't Call Me (Remix)" (với Alicia Keys & N.E.R.D, từ Songs in A Minor: Special Re-Release)
- 2003: "Where Is the Love?" (với The Black Eyed Peas, từ Elephunk) - Justin không được ghi danh trong bài hát này
- 2003: "Hootnanny" (với Bubba Sparxxx, từ Deliverance")
- 2004: "Good Foot" (với Timbaland, từ nhạc phim Shark Tale)
- 2004: "Headsprung (Remix)" (với Keri Hilson)
- 2004: "Signs" (với Snoop Dogg)
- 2005: "My Style" (với The Black Eyed Peas, từ Monkey Business)
- 2005: "Floatin'" (với Charlie Wilson & will.i.am, từ Charlie, Last Name Wilson)
- 2006: "Loose Ends" (với Sergio Mendes, Pharoahe Monch & will.i.am, từ Timeless)
- 2006: "My Style (DJ Premier Remix)" (với The Black Eyed Peas, từ Renegotiations: The Remixes)
- 2008: "Ayo Technology" (với 50 Cent & Timbaland)
- 2011: "3-Way (The Golden Rule)" (với The Lonely Island & Lady Gaga)

## Phim
| Năm  | Tên                                    | Vai diễn                | Ghi chú |
| ---- | -------------------------------------- | ----------------------- | --- |
| 2000 | Longshot                               | Valet                   | |
| 2000 | Model Behavior                         | Jason Sharpe            | TV |
| 2001 | On the Line                            | Make-up artist          | |
| 2005 | Edison                                 | Josh Pollack            | |
| 2006 | Alpha Dog                              | Frankie Ballenbacher    | |
| 2006 | Black Snake Moan                       | Ronnie                  | |
| 2007 | Shrek the Third                        | Artie Pendragon         | Lồng tiếng |
| 2007 | Southland Tales                        | Pvt Pilot Abilene       | |
| 2008 | The Love Guru                          | Jacques "Le Coq" Grande | |
| 2009 | The Open Road                          | Carlton Garrett         | |
| 2010 | The Social Network                     | Sean Parker             | Phoenix Film Critics Society Award for Best Cast Đề cử – Broadcast Film Critics Association Award for Best Cast Đề cử – Screen Actors Guild Award for Outstanding Performance by a Cast in a Motion Picture |
| 2010 | Yogi Bear                              | Boo-Boo Bear            | Lồng tiếng |
| 2011 | Bad Teacher                            | Scott                   | |
| 2011 | Friends with Benefits                  | Dylan                   | |
| 2011 | In Time                                | Will Salas              | |
| 2012 | Rắc Rối Vòng Quanh                     | Johnny Flanagan         | |
| 2013 | Át Chủ Bài                             | Richie Furst            | |
| 2013 | Inside Llewyn Davis                    | Jim Berkey              | Đề cử – Golden Global 2014 for Best Original Song - Motion Picture Đề cử – Broadcast Film Critics Association Awards 2014 for Best Song                                                                     |
| 2016 | Justin Timberlake + the Tennessee Kids | Bản thân                | |
| 2016 | Trolls                                 | Branch                  | |

## Giải thưởng

### Giải Grammy
| Năm  | Đề cử / Tác phẩm                                 | Giải thưởng                                        | Kết quả   | Ref.          |
| ---- | ------------------------------------------------ | -------------------------------------------------- | --------- | ------------- |
| 2000 | "Music of My Heart"                              | Best Pop Collaboration with Vocals                 | Đề cử     | [ 8 ]         |
| 2000 | "God Must Have Spent a Little More Time on You"  | Best Country Collaboration with Vocals             | Đề cử     | [ 8 ]         |
| 2001 | "Bye Bye Bye"                                    | Record of the Year                                 | Đề cử     | [ 9 ]         |
| 2001 | "Bye Bye Bye"                                    | Best Pop Performance by a Duo or Group with Vocals | Đề cử     | [ 9 ]         |
| 2001 | No Strings Attached                              | Best Pop Vocal Album                               | Đề cử     | [ 9 ]         |
| 2002 | "My Kind of Girl" (with Brian McKnight)          | Best Pop Collaboration with Vocals                 | Đề cử     | [ 10 ]        |
| 2002 | "Gone"                                           | Best Pop Performance by a Duo or Group with Vocals | Đề cử     | [ 10 ]        |
| 2002 | Celebrity                                        | Best Pop Vocal Album                               | Đề cử     | [ 10 ]        |
| 2003 | "Like I Love You" (with Clipse)                  | Best Rap/Sung Collaboration                        | Đề cử     | [ 11 ]        |
| 2003 | "Girlfriend"                                     | Best Pop Performance by a Duo or Group with Vocals | Đề cử     | [ 11 ]        |
| 2004 | Justified                                        | Album of the Year                                  | Đề cử     | [ 12 ]        |
| 2004 | Justified                                        | Best Pop Vocal Album                               | Đoạt giải | [ 12 ]        |
| 2004 | "Cry Me a River"                                 | Best Male Pop Vocal Performance                    | Đoạt giải | [ 12 ]        |
| 2004 | "Where Is the Love?" (with The Black Eyed Peas)  | Record of the Year                                 | Đề cử     | [ 12 ]        |
| 2004 | "Where Is the Love?" (with The Black Eyed Peas)  | Best Rap/Sung Collaboration                        | Đề cử     | [ 12 ]        |
| 2007 | FutureSex/LoveSounds                             | Album of the Year                                  | Đề cử     | [ 13 ]        |
| 2007 | FutureSex/LoveSounds                             | Best Pop Vocal Album                               | Đề cử     | [ 13 ]        |
| 2007 | "My Love" (with T.I.)                            | Best Rap/Sung Collaboration                        | Đoạt giải | [ 13 ]        |
| 2007 | "SexyBack"                                       | Best Dance Recording                               | Đoạt giải | [ 13 ]        |
| 2008 | "Ayo Technology" (with 50 Cent)                  | Best Rap Song                                      | Đề cử     | [ 14 ]        |
| 2008 | "Give It to Me" (with Timbaland & Nelly Furtado) | Best Pop Collaboration with Vocals                 | Đề cử     | [ 14 ]        |
| 2008 | "LoveStoned/I Think She Knows"                   | Best Dance Recording                               | Đoạt giải | [ 14 ]        |
| 2008 | "What Goes Around... Comes Around"               | Record of the Year                                 | Đề cử     | [ 14 ]        |
| 2008 | "What Goes Around... Comes Around"               | Best Male Pop Vocal Performance                    | Đoạt giải | [ 14 ]        |
| 2009 | "4 Minutes" (with Madonna)                       | Best Pop Collaboration with Vocals                 | Đề cử     | [ 15 ]        |
| 2010 | "Dead and Gone" (with T.I.)                      | Best Rap Song                                      | Đề cử     | [ 16 ]        |
| 2010 | "Dead and Gone" (with T.I.)                      | Best Rap/Sung Collaboration                        | Đề cử     | [ 16 ]        |
| 2010 | "Love Sex Magic" (with Ciara)                    | Best Pop Collaboration with Vocals                 | Đề cử     | [ 16 ]        |
| 2014 | The 20/20 Experience – The Complete Experience   | Best Pop Vocal Album                               | Đề cử     | [ 17 ] [ 18 ] |
| 2014 | "Mirrors"                                        | Best Pop Solo Performance                          | Đề cử     | [ 17 ] [ 18 ] |
| 2014 | "Suit & Tie" (with Jay Z)                        | Best Pop Duo/Group Performance                     | Đề cử     | [ 17 ] [ 18 ] |
| 2014 | "Suit & Tie" (with Jay Z)                        | Best Music Video                                   | Đoạt giải | [ 17 ] [ 18 ] |
| 2014 | "Pusher Love Girl"                               | Best R&B Song                                      | Đoạt giải | [ 17 ] [ 18 ] |
| 2014 | "Holy Grail" (with Jay Z)                        | Best Rap/Sung Collaboration                        | Đoạt giải | [ 17 ] [ 18 ] |
| 2014 | "Holy Grail" (with Jay Z)                        | Best Rap Song                                      | Đề cử     | [ 17 ] [ 18 ] |
| 2015 | Beyoncé (as producer)                            | Album of the Year                                  | Đề cử     | [ 19 ]        |
| 2015 | G I R L (as featured artist)                     | Album of the Year                                  | Đề cử     | [ 19 ]        |
| 2017 | "Can't Stop the Feeling!"                        | Best Song Written for Visual Media                 | Đoạt giải | [ 20 ]        |

## Giải thưởng Âm nhạc Mỹ (AMAs)
| Năm  | Đề Cử                | Giải                                                                | Kết Quả   | Ghi Chú |
| ---- | -------------------- | ------------------------------------------------------------------- | --------- | ------- |
| 2003 | Justin Timberlake    | Giải thưởng Âm nhạc Mỹ cho Bình chọn của người hâm mộ               | Đề Cử     |         |
| 2003 | Justin Timberlake    | Giải thưởng Âm nhạc Mỹ cho Nam nghệ sĩ Pop/Rock được yêu thích nhất | Đề Cử     |         |
| 2003 | Justin Timberlake    | Nghệ sĩ quốc tế của năm                                             | Đề Cử     |         |
| 2003 | Justified            | Giải thưởng Âm nhạc Mỹ cho Album Pop/Rock được yêu thích nhất       | Đoạt Giải |         |
| 2007 | Justin Timberlake    | Giải thưởng Âm nhạc Mỹ cho Nam nghệ sĩ Pop/Rock được yêu thích nhất | Đoạt Giải |         |
| 2007 | FutureSex/LoveSounds | Giải thưởng Âm nhạc Mỹ cho Album Pop/Rock được yêu thích nhất       | Đoạt Giải |         |
| 2007 | FutureSex/LoveSounds | Giải thưởng Âm nhạc Mỹ cho Album Soul/R&B được yêu thích nhất       | Đoạt Giải |         |
| 2013 | Justin Timberlake    | Giải thưởng Âm nhạc Mỹ cho Nghệ sĩ của năm                          | Đề Cử     |         |
| 2013 | Justin Timberlake    | Giải thưởng Âm nhạc Mỹ cho Nam nghệ sĩ Pop/Rock được yêu thích nhất | Đoạt Giải |         |
| 2013 | Justin Timberlake    | Giải thưởng Âm nhạc Mỹ cho Nam nghệ sĩ Soul/R&B được yêu thích nhất | Đoạt Giải |         |
| 2013 | The 20/20 Experience | Giải thưởng Âm nhạc Mỹ cho Album Pop/Rock được yêu thích nhất       | Đề Cử     |         |
| 2013 | The 20/20 Experience | Giải thưởng Âm nhạc Mỹ cho Album Soul/R&B được yêu thích nhất       | Đoạt Giải |         |

## BillboardAwards

### BillboardMusic Awards
| Năm  | Đề Cử                               | Giải                          | Kết Quả         | Ghi Chú |
| ---- | ----------------------------------- | ----------------------------- | --------------- | ------- |
| 2003 | Justin Timberlake                   | Nghệ sĩ của năm               | Đề Cử           |         |
| 2003 | Justin Timberlake                   | Nghệ sĩ mới của năm           | Đề Cử           |         |
| 2003 | Justin Timberlake                   | 100 Nam nghệ sĩ của năm       | Đề Cử           |         |
| 2006 | Justin Timberlake                   | Top Nghệ sĩ nhạc Pop - Nam    | Đề Cử           |         |
| 2006 | Justin Timberlake                   | Top Album Nghệ sĩ kỹ thuật số | Đề Cử           |         |
| 2006 | Justin Timberlake                   | Top Hot 100 Single - Nam      | Đề Cử           |         |
| 2006 | FutureSex/LoveSounds                | Top Album kỹ thuật số         | Đề Cử           |         |
| 2014 | Justin Timberlake                   | Top Nghệ sĩ                   | Đoạt Giải       |         |
| 2014 | Justin Timberlake                   | Top Nam Nghệ sĩ               | Đoạt Giải       |         |
| 2014 | Justin Timberlake                   | Top 100 Nghệ sĩ               | Đề Cử           |         |
| 2014 | Justin Timberlake                   | Top Radio Songs Artist        | Đoạt Giải       |         |
| 2014 | Justin Timberlake                   | Top Nghệ sĩ R&B               | Đoạt Giải       |         |
| 2014 | Justin Timberlake                   | Top 200 Nghệ sĩ Billboard     | Đoạt Giải       |         |
| 2014 | The 20/20 Experience                | Top 200 Album Billboard       | Đoạt Giải       |         |
| 2014 | The 20/20 Experience                | Top R&B Album                 | Đoạt Giải       |         |
| 2014 | The 20/20 Experience (2 of 2)       | Đề Cử                         |                 |         |
| 2014 | Mirrors (Justin Timberlake song)    | Đề Cử                         | Top Radio Song  |         |
| 2014 | Suit & Tie (với Jay Z)              | Đề Cử                         | Top R&B Song    |         |
| 2014 | Holy Grail (Jay Z song) (với Jay Z) | Đề Cử                         | Top Rap Song    |         |
| 2015 | Justin Timberlake                   | Đề Cử                         | Top Nam Nghệ sĩ |         |
| 2015 | Justin Timberlake                   | Đề Cử                         | Top Tour Diễn   |         |

### Billboard.com Mid-Year Music Awards
| Năm  | Đề Cử                                          | Giải                                             | Kết Quả | Ghi Chú |
| ---- | ---------------------------------------------- | ------------------------------------------------ | ------- | ------- |
| 2013 | Justin Timberlake                              | Sự quay trở lại tốt nhất                         | Đề Cử   |         |
| 2013 | Justin Timberlake                              | Phong cách Nhất                                  | Đề Cử   |         |
| 2013 | Justin Timberlake                              | Nghệ sĩ Giá Trị Nhất 6 tháng đầu Năm             | Đề Cử   |         |
| 2013 | Justin Timberlake                              | Nghệ sĩ Overrated nhất                           | Đề Cử   |         |
| 2013 | The 20/20 Experience                           | Favorite No. 1 Billboard 200 Album               | Đề Cử   |         |
| 2013 | The 20/20 Experience – 2 of 2                  | Sự kiện Âm nhạc được mong đợi nhất cuối năm 2013 | Đề Cử   |         |
| 2013 | Legends of the Summer Stadium Tour (với Jay Z) | Sự kiện Âm nhạc được mong đợi nhất cuối năm 2013 | Đề Cử   |         |

### Giải Tour Diễn của Billboard
| Năm  | Đề Cử             | Giải           | Kết Quả | Ghi Chú |
| ---- | ----------------- | -------------- | ------- | ------- |
| 2014 | Justin Timberlake | Tour Hay Nhất  | Đề Cử   | Hạng 3  |
| 2014 | Justin Timberlake | Lôi Cuống Nhất | Đề Cử   | Hạng 3  |

### Giải Sự lựa chọn của Giới trẻ
| Năm  | Đề Cử                                   | Giải                                                                                         | Kết Quả   | Ghi Chú |
| ---- | --------------------------------------- | -------------------------------------------------------------------------------------------- | --------- | ------- |
| 2000 | Justin Timberlake                       | Giải Sự lựa chọn của Giới trẻ cho Nam nghệ sĩ gợi cảm được yêu thích nhất                    | Đoạt Giải |         |
| 2001 | Justin Timberlake                       | Giải Sự lựa chọn của Giới trẻ cho Nam nghệ sĩ gợi cảm được yêu thích nhất                    | Đoạt Giải |         |
| 2002 | Justin Timberlake                       | Giải Sự lựa chọn của Giới trẻ cho Nam nghệ sĩ gợi cảm được yêu thích nhất                    | Đoạt Giải |         |
| 2003 | Justin Timberlake                       | Giải Sự lựa chọn của Giới trẻ cho Nam nghệ sĩ được yêu thích nhất                            | Đề Cử     |         |
| 2003 | Justin Timberlake                       | Giải Sự lựa chọn của Giới trẻ cho Âm nhạc: Nghệ sĩ đột phá                                   | Đề Cử     |         |
| 2003 | Justin Timberlake                       | Choice Music: R&B/Hip-Hop Artist                                                             | Đề Cử     |         |
| 2003 | Justin Timberlake                       | Giải Sự lựa chọn của Giới trẻ cho Nam nghệ sĩ gợi cảm được yêu thích nhất                    | Đề Cử     |         |
| 2003 | Justin Timberlake                       | Giải Sự lựa chọn của Giới trẻ cho Nam biểu tượng thời trang thảm đỏ được yêu thích nhất      | Đề Cử     |         |
| 2003 | Justified                               | Choice Music: Album                                                                          | Đề Cử     |         |
| 2003 | Cry Me a River (Justin Timberlake song) | Choice Music: Single                                                                         | Đề Cử     |         |
| 2003 | Cry Me a River (Justin Timberlake song) | Choice Music: Collaboration                                                                  | Đề Cử     |         |
| 2003 | Like I Love You                         | Choice Music: R&B/Hip-Hop Track                                                              | Đoạt Giải |         |
| 2004 | Justin Timberlake                       | Giải Sự lựa chọn của Giới trẻ cho Nam nghệ sĩ được yêu thích nhất                            | Đoạt Giải |         |
| 2007 | Alpha Dog                               | Giải Sự lựa chọn của Giới trẻ cho Ngôi sao điện ảnh đột phá được yêu thích nhất- Nam         | Đề Cử     |         |
| 2007 | "What Goes Around... Comes Around"      | Choice Music: Payback Track                                                                  | Đoạt Giải |         |
| 2007 | Justin Timberlake                       | Giải Sự lựa chọn của Giới trẻ cho Nam nghệ sĩ được yêu thích nhất                            | Đoạt Giải |         |
| 2007 | Justin Timberlake                       | Giải Sự lựa chọn Đặc biệt của Giới trẻ - Lựa chọn tối thượng                                 | Đoạt Giải |         |
| 2007 | Give It to Me (Timbaland song)          | Choice Music: Single                                                                         | Đề Cử     |         |
| 2009 | Love Sex Magic                          | Giải Sự lựa chọn của Giới trẻ cho Âm nhạc: Ca khúc hợp tác được yêu thích nhất               | Đề Cử     |         |
| 2010 | Justin Timberlake                       | Nhà Hoạt động Xã Hội                                                                         | Đề Cử     |         |
| 2010 | Justin Timberlake                       | Giải Sự lựa chọn của Giới trẻ cho Nam biểu tượng thời trang thảm đỏ được yêu thích nhất      | Đề Cử     |         |
| 2011 | Cô Giáo Lắm Chiêu                       | Giải Sự lựa chọn của Giới trẻ cho Nam diễn viên điện ảnh được yêu thích nhất: Hài kịch       | Đoạt Giải |         |
| 2011 | Yogi Bear                               | Lồng Tiếng                                                                                   | Đề Cử     |         |
| 2011 | Justin Timberlake                       | Giải Sự lựa chọn của Giới trẻ cho Nam biểu tượng thời trang thảm đỏ được yêu thích nhất      | Đề Cử     |         |
| 2011 | The Social Network                      | Giải Sự lựa chọn của Giới trẻ cho Cảnh diễn ấn tượng nhất: Nam                               | Đề Cử     |         |
| 2011 | Yêu Lầm Bạn Thân                        | Summer Movie Star                                                                            | Đề Cử     |         |
| 2012 | In Time                                 | Movie Actor Drama                                                                            | Đề Cử     |         |
| 2012 | Justin Timberlake                       | Giải Sự lựa chọn của Giới trẻ cho Nam biểu tượng thời trang thảm đỏ được yêu thích nhất      | Đề Cử     |         |
| 2013 | Justin Timberlake                       | Giải Sự lựa chọn của Giới trẻ cho Nam nghệ sĩ được yêu thích nhất                            | Đề Cử     |         |
| 2013 | Justin Timberlake                       | Giải Sự lựa chọn của Giới trẻ cho Ngôi sao âm nhạc mùa hè: Nam                               | Đề Cử     |         |
| 2013 | Mirrors (Justin Timberlake song)        | Giải Sự lựa chọn của Giới trẻ cho Âm nhạc: Tình khúc được yêu thích nhất                     | Đề Cử     |         |
| 2013 | Suit & Tie                              | Choice Single: Male Artist                                                                   | Đề Cử     |         |
| 2013 | Legends of the Summer Tour              | Choice Summer Tour                                                                           | Đề Cử     |         |
| 2014 | Justin Timberlake                       | Giải Sự lựa chọn của Giới trẻ cho Nam nghệ sĩ được yêu thích nhất                            | Đề Cử     |         |
| 2014 | Justin Timberlake                       | Choice Music: R&B/Hip Hop Artist                                                             | Đề Cử     |         |
| 2014 | Justin Timberlake                       | Choice Social Media King                                                                     | Đề Cử     |         |
| 2014 | Not a Bad Thing                         | Giải Sự lựa chọn của Giới trẻ cho Âm nhạc: Tình khúc được yêu thích nhất                     | Đề Cử     |         |
| 2014 | The 20/20 Experience World Tour         | Choice Summer Tour                                                                           | Đề Cử     |         |
| 2015 | Justin Timberlake                       | Social Media King                                                                            | Đề Cử     |         |
| 2015 | Justin Timberlake                       | Giải Sự lựa chọn của Giới trẻ cho Nhân vật nổi tiếng mạng xã hội Twitter được yêu thích nhất | Đề Cử     |         |
| 2016 | Can't Stop the Feeling!                 | Giải Sự lựa chọn của Giới trẻ cho Ca khúc tiệc tùng được yêu thích nhất                      | Đề Cử     |         |
| 2016 | Can't Stop the Feeling!                 |                                                                                              | Đề Cử     |         |
| 2016 | Can't Stop the Feeling!                 | Choice Summer Song                                                                           | Đề Cử     |         |
| 2016 | Justin Timberlake                       | Decade Award                                                                                 | Vinh Danh |         |